# Nastro Verde
L'Associazione nazionale dei decorati di medaglia d'oro Mauriziana - Nastro Verde , è un'associazione riconosciuta che riunisce gli appartenenti alle Forze Armate Italiane e ai Corpi Armati dello Stato, in servizio ed in congedo, che, per l'eccellenza e la durata del servizio prestato, sono stati insigniti della Medaglia mauriziana.

## Costituzione
Venne costituita in data 14 luglio 1969 e riconosciuta con decreto ministeriale del 18 agosto 1998, pubblicato sulla Gazzetta Ufficiale della Repubblica italiana n. 230 del 13 ottobre 1999.
il nuovo statuto dell'Associazione è stato successivamente approvato in Roma il 18 febbraio 1976 dall'Assemblea nazionale e sottoposto al rogito del notaio Giambelluga (repertorio 29672). L'Associazione Nastro Verde fa parte del Consiglio nazionale permanente delle associazioni d'arma (Assoarma) ed è iscritta all'albo del Ministero della Difesa, ai sensi del decreto ministeriale 5 agosto 1982.

## Scopi
Direttamente tratti dallo Statuto:
- Mantenere il culto dell'ideale di Patria e di tenere vive le tradizioni delle Forze Armate;
- Incrementare rapporti tra con il personale in servizio e quello in pensione;
- Fornire ai propri iscritti assistenza morale, culturale, ricreativa ed economica;
- Valorizzare l'onorificenza Mauriziana e tutelarne il prestigio.

## Attività
- Iniziative editoriali di natura militare, sociale e culturale;
- Interventi nel campo della protezione civile e di mutuo soccorso;
- Iniziative volte a concorrere efficacemente la lotta contro il cancro, l'A.I.D.S., sia in ambito militare che civile;
- Protezione della natura, dell'ambiente, del patrimonio artistico e culturale,in collaborazione con gli Enti locali e gli organismi statali.

## Presenza sul territorio
L'Associazione è presente su tutto il territorio nazionale con le sue sezioni che hanno un proprio Presidente ed un proprio Consiglio direttivo, che organizzano le attività sociali, e culturali della sezione di appartenenza.

I Presidenti Nazionali
1971-1974  Raffaele Caccavale (1906-1975)
1974-1983  Alberto Cuomo (1911-1984)
1983-1987  Carlo La Valle (1915-1986)
1987-1997  Ignazio Milillo (1914-2004)
1997-2013  Luigi Federici (1934)
2013-2018  Nando Romeo Aniballi (1938)
2018- Francesco Maria de Biase (1954)

## La Medaglia

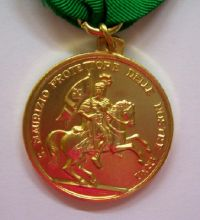

Medaglia d'oro con effigie di S. Maurizio. L'immagine del guerriero a cavallo riproduce quelle che, secondo la tradizione, era intagliata sull'anello, di forma ovale in pietra d'agata, appartenuto a San Maurizio. Il colore verde, del nastro, richiama la croce verde raffigurata sul petto e sullo scudo dei Cavalieri dell'ordine di San Lazzaro, ordine di monaci ospitalieri per la cura dei lebbrosi, riconosciuto nel 1255 e unificato a quello di San Maurizio con Bolla papale del 1572. È coniata, singolarmente e personalizzata dalla Zecca dello Stato.

## Storia
- L'Ordine (dei SS. Maurizio e Lazzaro) è un Ordine cavalleresco antichissimo che affonda le radici, secondo un'antica tradizione, alla fine del III secolo d.C. La cronaca redatta da Eucherio, vescovo di Lione (Passio Acaunensium martyrum) nel IV secolo, indica in San Maurizio il comandante di un reparto militare di stanza ad Agauno (Cantone Vallese, Svizzera), trasferito dalla regione di Tebe (oggi Luxor, in Egitto) nell'area della Gallia Transalpina, a difesa contro sommosse locali. Il reparto militare (una “legione” o forse una “vexillatio”) aveva rifiutato, insieme al suo Comandante di obbedire all'ordine dell'Imperatore Massimiano di offrire sacrifici agli dei pagani e/o (secondo un'altra versione) di perseguitare i cristiani della Gallia: essi ritenevano infatti di dover obbedire all'Imperatore quando Egli chiedeva di combattere i nemici dell'Impero, ma non quando i suoi ordini fossero contrari a quelli del Dio in cui essi credevano.
- Il culto di San Maurizio risale al IV secolo. Già nel 381 fu eretto, nell'area di Agauno, un santuario dedicato a San Maurizio e alla Legione tebea. Il 22 settembre 515 Sigismondo re dei Burgundi convertitosi alla fede cristiana, vi fondò, un'abbazia, dove poi si ritirò e dove furono deposte le reliquie del Santo. Saccheggiata dai Longobardi, poi distrutta da terremoti, fu ricostruita. Nel 1128, mentre era abate Amedeo III di Savoia fu sottoposta alla regola di sant'Agostino. Esauritasi la dinastia di Borgogna, nel 1032, fu la casa Savoia che raccolse l'eredità di quella tradizione insieme al dominio su quei territori. Tra i simboli dell'investitura vi era anche un anello che la tradizione vuole essere appartenuto a San Maurizio; l'anello era costituito da una pietra ovale d'agata su cui era intagliata l'immagine di un cavaliere.
- Nel 1250 Pietro di Savoia conquistati i domini del Vallese chiese in dono all'abate Rudolfo, l'anello appartenuto a San Maurizio e l'Abate, nel concederglielo, dispose che fosse tenuto perennemente dal Principe regnante sulle terre sabaude, trasmesso di padre in figlio. L'anello era considerato depositario di poteri taumaturgici derivanti dalla lunga permanenza a contatto con le ossa di San Maurizio. Tale credenza si inseriva nel contesto di una concezione sacrale della regalità, per cui al sovrano erano attribuiti poteri soprannaturali, derivantigli dall'origine divina del suo potere. L'anello di San Maurizio, di forma ovale, in pietra d'agata su cui era intagliata la figura di un guerriero a cavallo fu utilizzato per le cerimonie di investitura da Casa Savoia, che inserirono stabilmente la devozione verso san Maurizio nel patrimonio di devozioni dinastiche che contribuivano a fornire, al proprio potere, sia una base ideologica e religiosa sia dei modelli di vita. Le stesse reliquie del santo furono trasferite, nel 1591 a Torino, a conferma del prestigio della dinastia e per sottrarle a terre in cui si diffondeva la predicazione calvinista.
- Nel 1434 Amedeo VIII di Savoia istituì l'Ordine di San Maurizio e fece erigere sulla rive del lago di Ginevra, presso Ripaglia (Ripaille) un monastero dedicato al Santo e sottoposto alla regola di Sant'Agostino, dove egli stesso si ritirò cercando di conciliare gli impegni di governo dello Stato e la vita monastica. Eletto papa a Basilea nel 1439, con il nome di Felice V (in realtà “antipapa”, in opposizione ad Eugenio IV, accusato di simonia e di eresia da alcuni cardinali), prescrisse che l'Ordine di San Maurizio accogliesse solo persone di provata integrità e prudenza, esperte in questioni politiche, in grado di servire Dio nella preghiera e il “Principe” con saggi consigli sugli affari di Stato. I cavalieri si distinguevano per la semplicità di vita e di abbigliamento: abiti di panno grigio con un cappuccio dello stesso colore; per Amedeo, come segno di distinzione, un mantello di martora e per tutti un bastone ricurvo e al collo la croce d'oro di San Maurizio.
- Nell'ottobre 1572 Emanuele Filiberto di Savoia ottenne da papa Gregorio XIII, una bolla che riconosceva l'ordine di San Maurizio come ordine militare e religioso; un mese dopo, con una seconda bolla papale del 13 novembre, furono unificati l'ordine di San Maurizio e quello di San Lazzaro. Con la stessa bolla papale (novembre 1572), oltre alla denominazione di Ordine dei Santi Maurizio e Lazzaro, fu anche approvato il nuovo stendardo, nato dall'unione della croce bianca trifogliata di San Maurizio con la croce verde biforcata di San Lazzaro.
- L'ordine, sciolto con l'occupazione francese del Piemonte fu riportato in vita da Vittorio Emanuele I nel 1814; e, in seguito riprese a dedicarsi al servizio nell'ambito sociale e sanitario. Re Carlo Alberto il 19 luglio 1839, parallelamente all'Ordine dei Santi Maurizio e Lazzaro stabilì, con Regie Magistrali Patenti, il conferimento della Medaglia mauriziana al merito militare di dieci lustri, ai militari, senza distinzione di grado o di reparto, per premiare quanti avessero prestato 50 anni di servizio militare.
- La Repubblica italiana ha riconosciuto e riattualizzato il significato del conferimento della Medaglia mauriziana con la legge n. 203 (modificata dalla legge 8 novembre 1956, n. 1327. Circa 400 anni dopo la bolla del 1572 si è costituita, in Italia, l'Associazione nazionale decorati di medaglia d'oro mauriziana.